# ラヴァル駅
ラヴァル駅（ラヴァルえき、Gare de Laval）は、フランスの都市ラヴァルにあるフランス国鉄 (SNCF) の鉄道駅である。

## 列車
- TGV（一部LGV大西洋線経由）
  - パリ・モンパルナス駅 - マッシーTGV駅 - ル・マン駅 - ラヴァル駅 - ヴィトレ駅 - レンヌ駅 - ランバル駅 - サン＝ブリユー駅 - ガンガン駅 - プルアレ・トレゴール駅 - ランニオン駅 / モルレー駅 - ランデルノー駅 - ブレスト駅